# Máquina de Mealy

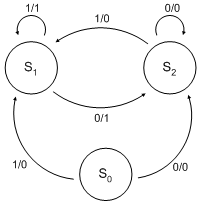
El diagrama de estados de una máquina de Mealy simple

En la teoría de la computación, una Máquina de Mealy es un tipo de máquina de estados finitos que genera una salida basándose en su estado actual y una entrada. Esto significa que el Diagrama de estados incluirá ambas señales de entrada y salida para cada línea de transición. En contraste, la salida de una máquina de Moore de estados finitos (el otro tipo) depende solo del estado actual de la máquina, dado que las transiciones no tienen entrada asociada. Sin embargo, para cada Máquina de Mealy hay una máquina de Moore equivalente cuyos estados son la unión de los estados de la máquina de Mealy y el Producto cartesiano de los estados de la máquina de Mealy y el alfabeto de entrada.

## Origen del nombre
El nombre "Máquina de Mealy" viene del promotor del concepto: George H. Mealy, un pionero de las máquinas de estados, quien escribió Un Método para sintetizar Circuitos Secuenciales, Bell System Tech. J. vol 34, pp. 1045–1079, September 1955.

## Diseño
Las máquinas de Mealy suministran un modelo matemático rudimentario y eficiente para las máquinas de cifrado. Considerando el alfabeto de entrada y salida del alfabeto Latino, por ejemplo, entonces una máquina de Mealy puede ser diseñada para darle una cadena de letras (una secuencia de entradas), esto puede procesarlo en un string cifrado (una secuencia de salidas). Sin embargo, aunque se podría probablemente usar un modelo de Mealy para describir una Máquina Enigma, el diagrama de estados sería demasiado complejo para suministrar medios factibles de diseñar máquinas de cifrado complejas.

## Definición formal
Una máquina de Mealy es una 6-tupla, M=(S, S0, Σ, Λ, T, G):
- S es un conjunto finito de estados.
- S0 es un estado inicial, el cual es un elemento de S. S0 ∈ S
- Σ es un conjunto finito, llamado alfabeto de entrada.
- Λ es un conjunto finito, llamado alfabeto de salida.
- T es una función de transiciones (T : S × Σ → S)
- G es una función de salida (G : S × Σ → Λ)